# 고영진
고영진(高永珍, 1947년 2월 20일 ~ )은 대한민국의 교육인, 언론인이다. 

## 생애
1947년 경상남도 진주시 출신으로, 동아대학교 대학원 교육학과에서 교육학 박사 학위를 받은 후, 반성종합고등학교, 삼가고등학교, 명신고등학교, 진주중앙고등학교 등에서 교장을 역임했고, 진주교육청 교육장을 지냈다.
이후 2003년 12월 3일에 치러진 경상남도 교육감선거 결선투표에서 유효투표 8330표 중 58.8%의 득표율의 4897표를 얻어, 불출마를 선언한 표동종 교육감에 이어 제13대 경상남도교육감으로 당선되어 취임하였다. 그러나 경상남도 도내에서 처음으로 주민투표로 행해진 제14대 교육감 선거에서는 권정호 후보에게 4만 8천여표 차이로 2위를 기록하면서 재선에는 실패하였다. 이후 한국국제대학교 총장을 역임하였으며, 2010년 제5회 전국동시지방선거에 맞춰 치러지는 제15대 교육감 선거에 출마를 선언, 25.9%의 득표율로 당선되었다. 2014년 제6회 전국동시지방선거에 3선을 위해 출마하였으나, 박종훈 후보와 권정호 후보에 이어 3위를 기록하면서 3선에 실패하였다.
교육감에서 물러난 이후 2014년 9월 5일, 경남대학교의 석좌교수로 임명되었다. 2018년 1월 2일 경남일보 대표이사 회장이 되었다.

## 역대 선거 결과
| 선거명           | 직책명         | 대수 | 정당   | 득표율 | 득표수    | 결과 | 당락           |
| ---------------- | -------------- | ---- | ------ | ------ | --------- | ---- | -------------- |
| 12·19 재보궐선거 | 경상남도교육감 | 14대 | 무소속 | 48.39% | 725,814표 | 2위  | 낙선, 민선 4기 |
| 제5회 지방 선거  | 경상남도교육감 | 15대 | 무소속 | 25.86% | 385,466표 | 1위  | , 민선 5기     |
| 제6회 지방 선거  | 경상남도교육감 | 16대 | 무소속 | 30.09% | 461,702표 | 3위  | 낙선, 민선 6기 |